# Miguel de la Sierra
Miguel de la Sierra y Donesteve (Guarnizo, 19 gennaio 1763 – Ferrol, 1827) è stato un militare spagnolo.
Partecipò nel 1804 alla battaglia di Cabo de Santa Maria, nella quale fu fatto prigioniero. Nel 1814 comandò la flotta spagnola che fu sconfitta da quella allestita dal governo rivoluzionario di Buenos Aires nella battaglia del Buceo, l'ultima combattuta dagli spagnoli nel Río de la Plata durante la guerra d'indipendenza argentina.

## Biografia
Nato a Guarnizo, oggi parte del comune di El Astillero, in Cantabria, Miguel de la Sierra si arruolò come guardiamarina il 26 febbraio 1780. Nel 1793 partecipò all'occupazione di Tolone da parte delle truppe spagnole sotto il comando di Juan de Lángara y Huarte, distinguendosi nella difesa della torre di Balaquier. Due anni dopo entrò a far parte della spedizione che circumnavigò il mondo agli ordini di Ignacio María de Álava.
Nel 1804 si trovava con il grado di tenente di vascello su una delle navi che furono intercettate da uno squadrone britannico al largo delle coste portoghesi e che furono catturate nella battaglia di Cabo de Santa Maria; lui stesso fu preso prigioniero nell'occasione.
Alla fine del 1810 fu incaricato di trasportare nel Río de la Plata con la fregata Ifigenía il viceré designato Francisco Javier de Elío. Nel gennaio del 1812 fu incaricato di sostituire José María Salazar nel ruolo di comandante della stazione navale di Montevideo.
Nel 1814, trovandosi Jacinto de Romarate bloccato con una piccola squadra navale nel fiume Uruguay, gli fu affidato il comando della flotta destinata a spezzare il blocco navale imposto a Montevideo dal governo rivoluzionario di Buenos Aires. Durante la battaglia del Buceo la nave ammiraglia, la checchia Hiena, rimase per la maggior parte lontana dai combattimenti; lo scontro navale si risolse con la sconfitta spagnola e la conseguente impossibilità di sostenere l'assedio da parte della città di Montevideo, che capitolò poco più di un mese dopo. Per il suo comportamento, Miguel de la Sierra fu sottoposto a giudizio. La causa fu iniziata il 1º giugno 1814 a seguito delle dichiarazioni del capitano di vascello José Laguna e si protrasse al 1818, rimanendo a lungo sospesa per mancanza di testimoni. Il verdetto finale, arrivato dopo quelli di assoluzione a Gaspar de Vigodet e a José Primo de Rivera lo sollevò da ogni responsabilità.
Il 29 gennaio 1819, Miguel de la Sierra fu nominato comandante dell'arsenale di Ferrol. Dopo aver ricoperto tra il 1822 e 1823 il ruolo di membro dello stato maggiore della marina militare tornò alla guida dell'arsenale. A Ferrol morì nel 1827.